# Franciscus Duarenus

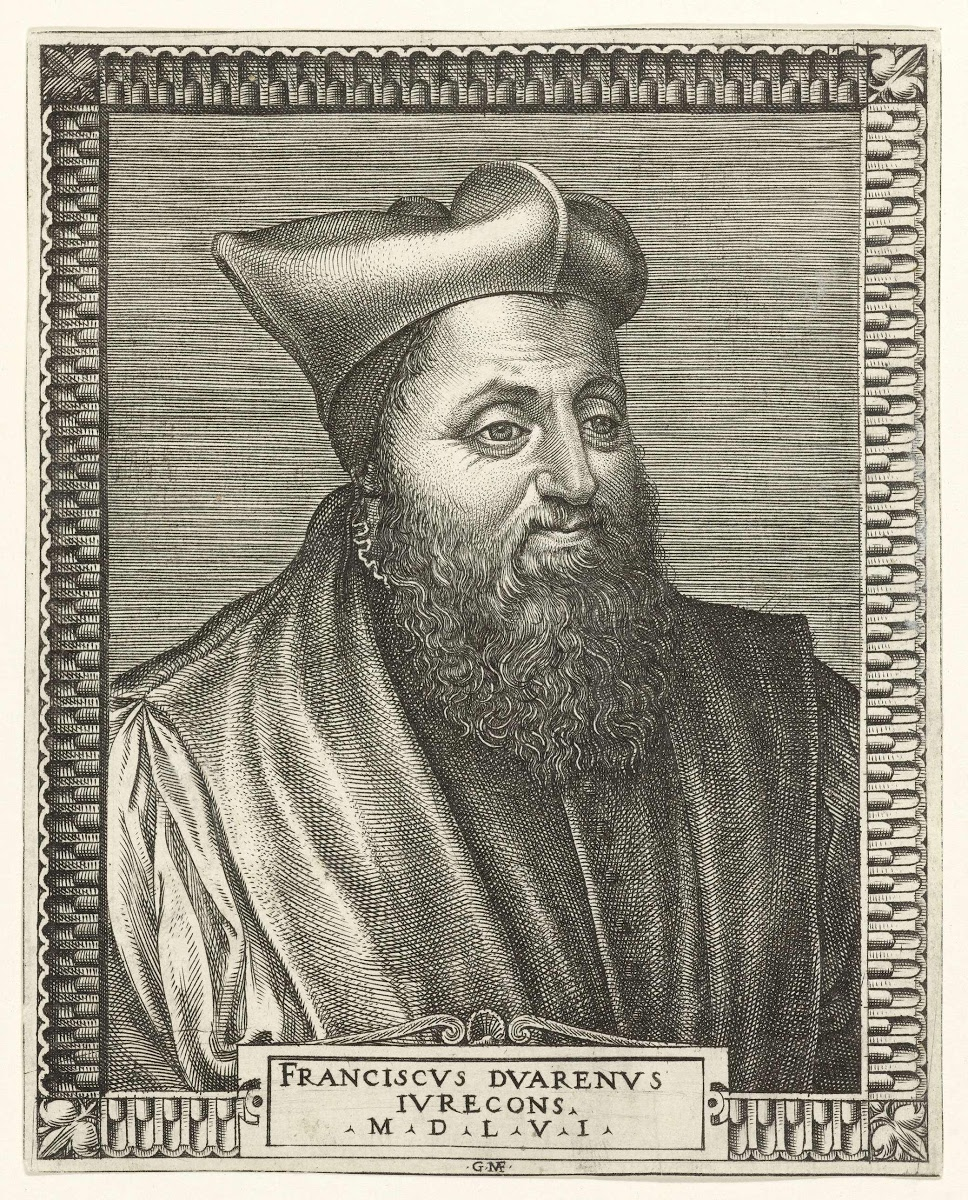

Franciscus Duarenus (eigentlich: Duarein, latinisiert: Franciscus Duarenus, auch: François Douaren) (* 1509 bei Saint-Brieuc; † 23. Juli 1559 in Bourges) war ein französischer Rechtsgelehrter und Professor an der Universität von Bourges.

## Leben

### Herkunft und Studium
Franciscus Duarens Vater Jean Duaren entstammte dem Adel und war Seneschall, insofern ein ranghoher Richter, Hauptverwaltungsbeamter und Polizeichef. Ihm, der mit Guillaume Budé in Verbindung stand, verdankte Franciscus den Großteil seiner juristischen Kenntnisse.
Nach Mehrzahl der Autoren wurde Franciscus Duaren in Saint Bieuc geboren, neuerdings wird weitestgehend übereinstimmend Moncontour in der damaligen Diözese Saint Bieuc als Geburtsort angegeben. Über Duarens Kindheit ist ebenso wenig bekannt wie über seine Studienzeit. Dass Alciat, dessen Lehrstuhl Duaren später annahm, Duarens Lehrer gewesen sei, wurde einerseits vielfach behauptet, andererseits ebenso stark bestritten.
Mutmaßlich erst im Jahr 1535, nach Abschluss seines Jura-Studiums, wandte er sich der Literatur und der Philosophie zu. Guillaume Budé gab ihm den Anstoß („unterwies“ ihn), die griechische Sprache und die Antike, insbesondere die römische, zu studieren. Duaren soll im Studium viel über römische Gesetze diskutiert haben. Nach seinem Studium bedankte sich Duaren bei Budé, zu dem eine große Freundschaft entstand, indem er dessen Kinder in die Rechtswissenschaften einführte. Duaren wohnte zeitweise sogar bei ihm, und Budé sprach sich bei Duarens von seinen griechischen Studien wenig begeistertem Vater für eine Fortsetzung des philologischen Studiums aus.
Nach dem Abschluss seines Studiums übernahm Duaren die Amtsgeschäfte seines verstorbenen Vaters, den er teils schon zu dessen Lebzeiten vertreten hatte. Im Jahr 1536 wurde er an der Pariser Universität Assistent eines Professors der Juristenfakultät und hielt auch Vorlesungen an der Sorbonne. Er war auch Advokat des Parlament de Paris.

### Erstes Professorat in Bourges
Schließlich wurde die Herzogin von Berry Marguerite auf Duaren aufmerksam und berief ihn im Jahr 1538 zum Nachfolger Alciats nach Bourges. Duaren folgte der Berufung und begann die Glossatoren und Bartolissten für ihre althergebrachte Lehrmethode zu bekämpfen. Um das Jahr 1542 wurde er in dieser Sache von dem nach Bourges berufenen Eguinaire Baron unterstützt. Weil der aber sich in einer im Jahr 1547 gehaltenen Vorlesung inhaltlich gegen Duaren stellte, verfasste er (unter dem Pseudonym Ambrosius Letus) eine als Verteidigungsschrift getarnte Schmähschrift gegen Baro. Antonius Govea erging es ganz ähnlich wie Duaren und antwortete zumindest spöttisch. Die dem Streit zugrundeliegende Diskussion mit Baro weitere sich jedoch auf den Lehrkörper und die Studentenschaft aus. Duaren warf noch im Jahr 1547 das Handtuch und verließ die Universität Bourges in Richtung Paris.

### Advokateur in Paris
Im Folgejahr besuchte ihn François Baudouin, dem Duaren auf dessen Bitte ein Empfehlungsschreiben für Duarens verlassenen Lehrstuhl schrieb. Baudouin promovierte in Bourges im März 1549 unter Baro und wurde wenig sogar Professor.
Nach eigener Aussage nahm Duaren nun an den Parlamentssitzungen teil, um seine in der Theorie hervorragenden Rechtskenntnisse in der Praxis einzuüben. Kritiker sehen darin Duarens Rückzug vor Baro aufgrund seiner enormen Abneigung gegenüber letzterem, insbesondere weil Duaren bereits mehrere Jahre Gerichtspraxis hatte.
Nach Baros Tod im Jahr 1550 wurde Duaren nach Bourges zu seiner Freude (seine dreijährige Zeit als Advokat scheint nicht erfolgreich gewesen zu sein) und sehr guten Konditionen nach Bourges zurückberufen.

### Zweites Professorat in Bourges
Gleichzeitig ernannte die Herzogin Duaren zum Berichterstatter über die Bittschriften und ließ ihn in ihrem Palast wohnen. Zudem wurde er von einigen reichen, meist adligen deutschen Studenten, die seine Rückkehr nach Paris willkommen hießen, mit einem Honorar beschenkt (für das er um einige, für ihn mühelose Privatstunden gebeten wurde), das höher war als die Einkünfte, die er von der Universität selbst bezog. Diese Gelder, einschließlich dem Gebühreneinkommen für das Verleihen der akademischen Grade und Kolleggelder für private Vorlesungen, machten Duaren zum bestbezahlten Professor seiner Zeit, wiewohl Professoren ohnehin schon ungleich gut bezahlt wurden.
Obwohl es wohl keine Versöhnung mit Baro gegeben hatte, sprach Duaren ihm eine Lobrede und ließ ihn ein Grabmal bauen, dessen Inschrift er selbst verfasste. Immerhin hatte Duaren mit Baro eine Reform begonnen, um die er gegen die Bartolissten immer noch fürchtete.

### Freundschaft mit Donell
Er traf in Bourges auch auf Hugo Donell, der sich ihm schon im Jahr 1546 abgeschlossen und inzwischen einen Lehrauftrag erhalten hatte. Ihre übereinstimmende Gesinnung währte bis zu Duarens Tod. Duaren ermöglichte Donell im Juli 1551 die Promotion, die ihm wiederum zu seinem zeitlich darauf folgenden Ordinariat verhalf.

### Feindschaft mit Baudouin
Auch François Baudouin lernte Duaren bald wieder kennen. Duaren äußerte später oft sein Bedenken, Baudouin hätte alles gegen Duarens Rückkehr unternommen gehabt. Baudouin empfing Duaren zwar höchst respektvoll, der Berufseifer scheint die Ursache der dennoch übereinkommenden Feindschaft der zwei Katholiken gewesen zu sein. Darüber hinaus fiel Baudouin mit immensen Beleidigungen gegenüber Duaren auf, zudem sorgte Baudouin zum Leidtragen Duarens für einige Disziplinlosigkeiten, gar verursachte er einen Aufruhr in der Universität. Die Studentenschaft war gespalten, Duaren zählte insbesondere die deutschen adligen Studenten zu seinen Unterstützern. Am 6. März 1554 verstarb bei einer Schlägerei unter den Studenten der Anhänger Duarens Daniel Schleicher, der über Nikolaus Cisner eine Verbindung zur Herzogin hatte. Duaren war nun, um einen Aufruhr in der Stadt und eine Abreise der deutschen Studenten zu verhindern, vor der Herzogin um eine herbe Bestrafung der Schuldigen bemüht. Seine Feinde befestigen ein Bild Duarens am Galgen der Verurteilten und beschwerten sich beim Parlament.
Aufgrund der Unruhen beschloss Duaren, erneut das Handtuch zu werfen und Bourges zu verlassen. Damit waren aber die Herzogin und ihr Kanzler l'Hopital, die Duaren immer noch sehr wertschätzten, nicht einverstanden. Stattdessen verließ der nicht annähernd so erfolgreich wie Duaren gewesene Baudouin im Jahr 1555 Bourges, kündigte aber seine zeitnahe Rückkehr an. Im März desselben Jahres forderte Baudouin, inzwischen Rechtsprofessor an der Universität Straßburg die Familienväter Deutschlands auf, ihre Kinder aus religiösen Gründen nicht nach Bourges, sondern nach Straßburg zu schicken, woraufhin selbstverständlich ein weiterer, in Briefen ausgetragener Streit entbrannte.

### Zusammenschluss gegen Cujas
Im Juli 1555 berief die Herzogin Jacques Cujas auf den durch Baudouin Abreise freigewordenen Lehrstuhl. Weil aber Donell sich „nicht ganz unberechtigt“ Hoffnungen auf diesen ansehnlichen und gut bezahlten Lehrstuhl gemacht hatte und l'Hopital Donells Beschwerde abwies, schlossen sich der Cujas beneidende Duaren und Donell gegen Cujas zusammen, um ihm „den Aufenthalt in Bourges so unerträglich wie möglich zu machen“. Herzogin und Kanzler waren natürlich erbost, die Studentenschaft hingegen schloss sich Duaren und Donell an, spottete im Rahmen der wissenschaftlichen Disputation gar über Cujas. Von der Fakultät wurde Cujas ausgeschlossen, woraufhin er nicht mehr imstande war, Prüfungen abzunehmen oder akademische Grade zu verleihen. Das schlug ihm auch finanziell zu Buche. Abermals waren die Studenten gespalten. Die Studentenschaft richtete sich schriftlich bittend einerseits an die Herzogin, Cujas’ Rückkehr nach Bourges zu verbieten, andererseits natürlich gegen einen Ausschluss protestierend. Die Herzogin sicherte Cujas Schutz und Unterstützung zu, konnte ihn aber nicht davon abhalten, auf seinen Lehrstuhl zu verzichten und nach Valence zu gehen. Cujas sah die Sache gelassen und verehrte Duaren sogar in Zukunft: Nach seinen eigenen Worten wäre Cujas ohne den Kampf mit diesem überlegenen Gegner wohl dem Rat seiner Eltern gefolgt und hätte die Rechtswissenschaft aufgegeben, sicher aber wäre er nicht der „ernsthafte und erfolgreiche Gelehrte“ geworden, zu dem er schließlich wurde.

### Zusammenschluss gegen Leconte
Auf Cujas folgte schließlich Cujas’ Freund Anton Leconte, den Duaren und Donell gleichsam bekämpften, sodass Leconte sein Lehramt erst nach zwei Jahren auszuüben in der Lage war. Duarens Feindseligkeit gegenüber Leconte ist im Gegensatz zum protestantischen Donell unklar. Wahrscheinlich hatte Duaren eine Neigung zu persönlichen Streitigkeiten gehabt und ist wohl neidisch und herrisch gewesen. Einige Autoren unterstellten Duaren gar „Mißgunst, Jähzorn und verschlagener Schläue“. Diese Eigenschaften aber verzerren das Gesamtbild, demzufolge Duaren insbesondere bei Studenten und seinen Kollegen beliebt, zudem bescheiden war, und sich selbst auch Schwächen, anderen auch Stärken zugestand. Hervorzuheben ist auch Duarens „Deutschlandfreundlichkeit“, wegen der er auch eine Reise durch Deutschland unternahm.

### Tod in Bourges
Am 22. Juni 1559 starb Duaren in Bourges unverheiratet im Beisein des zum Erben bestimmten Donell, der ihn schon am Krankenbett gepflegt hatte. Duaren wurde in der Kirche St. Hyppolyte neben Baro begraben. Diese Ruhestätte habe Duaren testamentarisch angeordnet, um eine vollständige Einigkeit mit Baro an die Nachwelt zu senden, anstatt einer Feindschaft.

## Profil
Wie seine Landsleute Jacques Cujas, François Hotman und Hugues Doneau, die auch unter dem Stichwort der „Eleganten Juristen“ bekannt wurden, gilt Douaren als einer der führenden Repräsentanten der juristisch-humanistischen Denkschule bezüglich des römischen Rechts in Europa. Diese Rechtsprofessoren aus dem 16. Jahrhundert lehnten sich an die philologischen Methoden italienischer Humanisten zu Gesetzestexten an. Es war ihr Ziel, ein geschichtlich besseres Verständnis für das römische „Corpus Iuris Civilis“ (römisches Zivilrecht) herbeizuführen.
Neben zahlreichen Kommentaren zum Corpus schrieb Douaren 1544 einen maßgeblichen Kommentar zum römischen Schuldrecht, den „Commentarius de pactis“, der die modernen Theorien zum Schuldrecht nachhaltig beeinflusste. Sein 1544 begonnenes Studienprogramm „De ratione docendi discendique iuris epistola“ war das erste Unterfangen französischer Humanisten, gallisches Recht („mos gallicus“) auszubilden. Die Kerninhalte – Sprachenstudien, Einführungskurse zum Justinianischen Recht, methodische Annäherung an das Corpus – wurden von den meisten europäischen Rechtsfakultäten übernommen.

## Werke

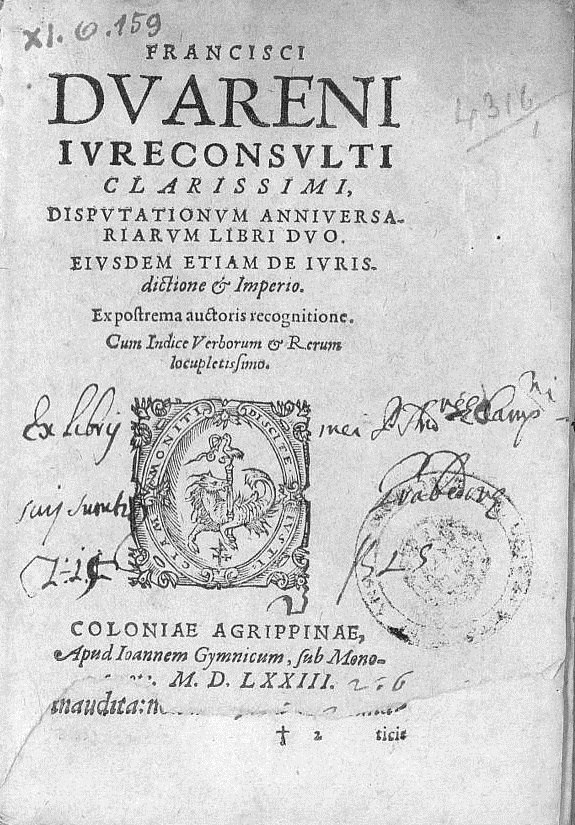
Disputationes anniversariae, 1573

- Disputationes anniversariae. Johann Gymnich, Köln 1573 (Latein, beic.it).